# Maletova jama
Maletova jama, tudi Jama s slapom in Korošica na hribu, je največja jama v sklopu jam pri naselju Ocizla (okolica Kozine). To je požiralnik površinskih vod iz območja vasi Beke, Ocizle in zaledja, po katerem voda pod nivojem zemeljskega površja potuje vse do Osapske doline ter Boljunca, kjer ponovno priteče na plano.
Dostop do jame je iz vasi Ocizla, po označeni poti pod cerkvico malo izven vasi. Najprej naletimo na udornico, ki se nahaja neposredno ob markirani poti. Na tem mestu spust v jamo brez ustrezne (jamarske oz. plezalne) opreme ni mogoč. Če pa nadaljujemo po markirani poti, na drugi strani bližnjega kolovoza opazimo tablo, ki nas usmeri do Blaževega spodmola. Ta pa predstavlja enostavnejši vhod v jamo. Od tu je namreč do udornice mogoče priti po rovu, katerega zadnji del je lahko zalit z vodo le po obilnem deževju.
Iz udornice se rov v občasnih nekajmetrskih skokih nadaljuje v globino, a je za napredovanje potrebna jamarska oprema. 
Jama ima izrazito obliko odtoka, rovi med dvoranami so ozki, gladki in brez kapnikov. Kjer voda zastaja, je mnogo blata. V razširjenih podzemnih prostorih se nahaja tudi stoječa voda - manjša podzemna jezera.